# Åke Holmberg
Åke Robert Holmberg (Stockholm, 31 mei 1907 - aldaar, 9 september 1991) was een Zweeds schrijver en vertaler.
Holmberg schreef uitsluitend boeken voor jongeren, op één roman voor volwassenen na. Hij is vooral bekend van zijn romans over privédetective Ture Sventon. Holmberg werd bekroond met diverse literaire prijzen. 

## Prijzen
- 1948: Svenska Dagbladets litteraturpris
- 1961: Nils Holgersson-plaket
- 1967: Astrid Lindgrenprijs (Zweden)
- 1980: Svenska Deckarakademin (Barn- och ungdomsdeckare)